# Parametarska analiza povezanosti
Parametarska analiza povezanosti (eng. linkage analysis) jedna je od metoda za otkrivanje gena u humanoj genetici. 
Ta analiza zahtijeva poznavanje nekih od pokazatelja željenog fenotipa (bolesti) kao što su frekvencija gena u populaciji, način nasljeđivanja, penetracija fenotipa te opisane fenokopije. Procjena rekombinacijske frakcije između biljega dobivenog genotipiziranjem i lokusa koji nosi fenotip temelji se na kosegregaciji genskog biljega u obitelji te modela koji se temelji na osobitostima fenotipa. 
Analiza povezanosti je prilično učinkovita, ali je problematična kod složenih fenotipova zbog nepoznavanja svih potrebnih parametara. Takav je oblik analize idealan kod velikih obitelji za koje imamo podatke o više generacija, što se nažalost vrlo rijetko događa jer se većina takvih bolesti očituje kasno tijekom života, a prosudbu remete fenokopije.